# Followed the Waves
Followed the Waves är den första singeln från den kanadensiska rockmusikern Melissa Auf der Maur självbetitlade debutalbum Auf der Maur (2004). Singeln släpptes den 16 februari 2004 och listnoterades på Modern Rock Tracks i USA med topplaceringen 32 samt den brittiska singellistan med topplaceringen 35. "Followed the Waves" var en av många låtar Auf der Maur skrev under en 12-årsperiod från 1992 till 2004. Den slutliga produktionen genomfördes tillsammans med Chris Goss, känd som producent för Kyuss och Queens of the Stone Age.
Singeln innehåller b-sidan "Good News" och på maxiversionen finns även en demoinspelning av "My Foggy Notion", vars original återfinns på albumet Auf der Maur.

## Låtlista
Låtarna skrivna av Melissa Auf der Maur
Enkelutgåva
1. "Followed the Waves" – 4:48
2. "Good News" – 4:21

Maxisingel
1. "Followed the Waves" – 4:48
2. "Good News" – 4:21
3. "My Foggy Notion" (demoversion) – 4:13

## Listplaceringar
| Lista (2004)                      | Högsta position |
| --------------------------------- | --------------- |
| Storbritannien (UK Singles Chart) | 35              |
| USA (Billboard Hot Single Sales)  | 54              |
| USA (Modern Rock Tracks)          | 32              |